# دانتي وفيرجل
دانتي وفيرجيل (بالإنجليزية: Dante and Virgil)‏ هي لوحة زيتية على قماش رسمها ويليام أدولف بوجويرو سنة 1850. وهي معروضة حاليًا في متحف دورسيه في باريس. تصور اللوحة «دانتي» و«فيرجيل» وهما يشاهدان نفسين ملعونتين متشابكتان في القتال. واحدة من هذه الأنفس هي للمهرطق والخيميائي المدعو كابوتشيو. في هذا التصوير فإن الكبوتشيو يتعرض للعض على رقبته من قبل جياني شيتشي الذي سرق هوية رجل ميت من أجل الاحتيال والاستيلاء على ميراثه، فيما تتكدس أرواح الآثمين في الخلفية وتحفهم الشياطين الغاضبة في السماء. 